# 官厅镇 (固原市)
官厅镇，是中华人民共和国宁夏回族自治区固原市原州区下辖的一个乡镇级行政单位。
2011年7月18日，宁夏回族自治区人民政府批复同意撤销清河镇、官厅乡，合并设立官厅镇，镇人民政府驻地沙窝村

## 行政区划
官厅镇下辖以下地区：
官厅村、后川村、高庄村、大岔村、大堡村、长城村、刘店村、郑磨村、乔洼村、张洪村、阳洼村、共和村、李岔村、高红村、沙窝村、薛庄村、东峡村、高坊坪村、程儿山村、水泉村、庙台村和石庄村。